# Eric Castel
Eric Castel és un personatge de còmic, futbolista professional i jugador de l'Inter de Milà, del FC Barcelona i del París Saint-Germain, creat pels belgues Raymond Reding i Françoise Hugues. Reding, fanàtic de l'esport, s'ocupava de l'acció, mentre que Hugues feia els decorats, sempre verídics.

## Biografia de ficció
Nascut a França, Eric Castel fitxa pel FC Barcelona per rellançar la seva carrera futbolística. Un cop a Barcelona i a Catalunya, coneix a un grup de joves capitanejats pel noi anomenat Toni.
Durant diverses temporades, i diferents aventures, Castel juga al Barça i aconsegueix diferents títols i l'afecte de l'afició culer, fins que decideix fitxar pel París Saint-Germain. Dues temporades allí i una bona amistat amb una tennista professional són suficients perquè Castel decideixi tornar a jugar al Barça.

## Publicacions i trajectòria editorial
L'Eric Castel és un dels personatges de còmic que més bona acollida ha tingut entre el públic català. Va debutar a la revista Super As el 13 de febrer de 1979. La seva primera història es va publicar en els nou primers números. A desembre del mateix any es va publicar per primera vegada a Catalunya per part d'Ediciones Junior, un segell d'Editorial Grijalbo, primer en castellà i a partir de 1980 en català, tant per part d'Ediciones Junior com per la revista L'Infantil/Tretzevents. El personatge recreà la passió i el sentiment que crea el Barça a Catalunya. El Barça d'Eric Castel, s'endinsa en aquest univers blaugrana i el del món del futbol professional i en repassa els aspectes més rellevants. Des de la vinculació del club amb el territori fins als valors d'esportivitat, civisme i ciutadania que històricament ha representat. Gran cabellera blanca i caràcter arrogant, tot un exemple de passió pels colors.

## Publicacions
| Nom de la Publicació   | Editorial                                                              | Any  | Format  | Idioma   | Numero/s |
| ---------------------- | ---------------------------------------------------------------------- | ---- | ------- | -------- | --- |
| ERIC CASTEL            | Ediciones Junior, S.A.                                                 | 1979 | Àlbum   | Castellà | 1 al 15 |
| ERIC CASTEL            | Ediciones Junior, S.A.                                                 | 1980 | Àlbum   | Català   | 1 al 15 |
| L'INFANTIL TRETZEVENTS | Editorial Seminari de Solsona / Publicacions de l'Abadia de Montserrat | 1980 | Revista | Català   | Els Tonis (344 a 354); Partit de tornada (384 a 395); Expulsat (418 a 430); De dret a gol (462 a 472); L'home de la tribuna F (482 a 493); El secret d'en Toni (525 a 536); La nit del Tibidabo (588 a 599); La casa del cormorà (637 a 647); Aventura a Tunis (664 a 674). |
| ERIC CASTEL            | Norma Editorial                                                        | 1980 | Àlbum   | Català   | 1 al 15 |
| ERIC CASTEL            | Norma Editorial                                                        | 1980 | Àlbum   | Castellà | 1 al 15 |

### Llibres
- Volum 1: En Castel i els Tonis (1979)
- Volum 2: Partit de tornada (1979)
- Volum 3: Expulsat! (1980)
- Volum 4: De dret a gol! (1981)
- Volum 5: L'home de la tribuna F (1981)
- Volum 6: El secret d'en Toni (1982)
- Volum 7: La nit del Tibidabo (1983)
- Volum 8: La gran decisió (1984)
- Volum 9: Els cinc primers minuts (1984)
- Volum 10: El retorn (1985)
- Volum 11: Segrest! (1986)
- Volum 12: La casa del cormorà (1987)
- Volum 13: Aventura a Tunis (1989) [Prop de l'Espartar]
- Volum 14: Alarma en el museu! (1990) [Cinquè gol per al Lille!]
- Volum 15: El missatge del maltès (1992)

Fora de col·lecció es va publicar Allez les Diables Rouges (1982)